# علي عبد الله أيوب
العماد علي عبد الله أيوب (مواليد 28 أبريل 1952 في اللاذقية)؛ عسكري وسياسي سوري يشغل منصب نائب رئيس مجلس الوزراء منذ 30 آب 2020 ومنصب وزير الدفاع منذ 1 يناير 2018. وقد كان رئيساً لهئية الأركان العامة للجيش والقوات المسلحة 18 تموز 2012 وحتى تعيينه وزيراً للدفاع. وهو الثالث على رأس الوزارة خلال الحرب الأهلية السورية.
كان العماد أيوب يشغل منصب نائب رئيس هيئة الأركان قبل ترقيته خلفاً للعماد فهد جاسم الفريج الذي عين وزيراً للدفاع في تموز 2012 خلفا للعماد داود راجحة، الذي لقي مصرعه مع ثلاثة من كبار الضباط الأمنيين والعسكريين في تفجير مبنى الأمن القومي في دمشق في 18 تموز 2012.

## مسيرته العملية
والعماد أيوب من مواليد محافظة اللاذقية سنة 1952، انتسب للكلية الحربية بتاريخ 1 نوفمبر 1971، وكان متخصصاً في قسم المدرعات. تم تعيينه كملازم تحت الاختبار في 1 نوفمبر 1973، ليصل أخيراً إلى رتبة عماد في 1 يناير 2012.
عُيّن نائباً لرئيس هيئة أركان الجيش السوري مطلع شهر أيلول من العام 2011 وتمت ترقيته إلى رتبة عماد. كان قبل تعيينه رئيسا للأركان قائداً للفيلق الأول في الجيش السوري والذي يضم أربع فرق عسكرية، إضافة إلى كتيبة صواريخ متطورة، كما خدم اللواء أيوب ضابطاً في قوات الحرس الجمهوري كقائد للواء 103/د الملاصق للواء 105/د الذي يرأسه باسل ثم بشار الأسد، في تسعينيات القرن الماضي وهو أحد ألوية الحرس الجمهوري المسؤول عن حماية العاصمة، وموقعه بين جبال دُمَّر بعد قيادة الحرس الجمهوري وصرح الشهيد بدمشق (وكان العقيد في ذلك الوقت- حيدر حيدر رئيس أركان اللواء والعقيد-في ذلك الوقت- نزار بدران رئيس قسم العمليات والمقدم محمود معلا والمقدم أحمد سليمان فاضل من قادة كتائب دبابات اللواء الذي يضم كتيبة م/ط شيلكا أيضا) ويعتبر الفيلق الأول الذي كان يقوده أيوب، الخط المتقدم والضارب في القدرة العسكرية السورية.
يعتبر العماد أيوب من أهم الخبراء السوريين في قيادة تشكيلات المناورة المشتركة البرية و أهم الإستراتجيين في الحرب البرية والتخطيط على المستويان العملياتي والإسترتيجي.

## التعليم والدراسات العليا
- دورة ضابط، شهادة ليسانس في العلوم العسكرية، تخصص مدرعات، المدرسة الحربية، حمص، 1973/11/01.
- دورة قادة سرايا.
- دورة قادة كتائب.
- دورة القيادة والأركان، ماجستير في العلوم العسكرية والتخطيط العملياتي.
- دورة الأركان العليا (دورة الحرب).

## أهم المناصب
- قائد ألوية في القوات البرية السورية.
- قأئد الفرقة الرابعة المدرعة في القوات البرية السورية.
- قائد الفيلق الأول للقوات البرية للجيش العربي السوري (يضم الفرق التالية ؛ الفرقة الأولى، الرابعة، الخامسة، السابعة)، مقر الفيلق ضاحية دمشق.
- قائد أركان الجيش العربي السوري من 2012 إلى 2017